# Porte de Valenciennes (Lille)
Pour les articles homonymes, voir Porte de Valenciennes.
La place Guy-de-Dampierre communément connue comme porte de Valenciennes est une voie publique urbaine de la commune de Lille, dans le département français du Nord et une ancienne porte de ville de l'enceinte de Lille.
La place est créée en 1860 face à la porte de Valenciennes, élément de la nouvelle enceinte fortifiée construite à cette époque. Le démantèlement des fortifications et la démolition de la porte dans les années 1930 ont libéré des terrains utilisés autour de 1960 pour construire des logements sociaux et tracer des axes routiers.
Depuis la création de la ZAC de la porte de Valenciennes en 2006, ce secteur est en cours de restructuration.

## Situation et accès
La porte de Valenciennes est située au nord-est du quartier de Lille-Moulins à l'extrémité est des rues de Cambrai, de Valenciennes et de Trévise. La porte de Valenciennes désigne couramment un espace plus étendu que la seule place Guy de Dampierre, comprenant l'ancienne zone militaire (champ de manœuvres) devant le mur d'enceinte détruit au cours des années 1930, limité par les voies de sortie de l'ancienne gare Saint-Sauveur au nord, le périphérique-est et le boulevard de Belfort, s'étendant au sud jusqu'au niveau de la station de métro.
Elle est desservie  par la station Porte de Valenciennes de la ligne 2 du métro.

## Origine du nom
La porte de Valenciennes ouverte en 1863 dans l'enceinte construite au cours des années 1860 à l'extrémité de la rue de Valenciennes était ainsi nommée car elle conduisait  à la route de Valenciennes qui passe par le quartier du Mont-de-Terre à Fives. La place de la porte de Valenciennes située à l'intérieur du rempart à l'entrée de cet ouvrage  fut renommée place Guy-de-Dampierre en 1886, du nom du Comte de Flandre de 1253 à 1305 (parfois orthographié Gui de Dampierre).

## Historique

### Avant la porte de Valenciennes
Jusque vers 1830, le secteur de la future porte de Valenciennes était un espace rural à proximité du faubourg des Malades ou faubourg de Paris à l’extérieur de l’enceinte de Lille, autour de la route de Valenciennes sur le territoire de la paroisse puis commune de Wazemmes. La partie de la route de Valenciennes situé dans le prolongement de la rue Saint-Sauveur est détournée après la fermeture en 1575 de la porte Saint-Sauveur murée à la suite de l’explosion d’un dépôt de poudre. Ce passage ne fut jamais rétabli et la porte Saint-Sauveur est détruite en 1673.

À partir de cette date la route de Valenciennes se raccorde à la route de Douai. Cette bifurcation restée au même emplacement est à proximité du monument des dix-huit ponts.

L’ancienne route de Valenciennes, chemin en impasse butant sur les fortifications au niveau de l’ancienne porte Saint-Sauveur, visible sur les plans du début du XIXe siècle, fut nommée vieux chemin de Saint-Sauveur en 1853. Ce chemin qui aboutissait à l'emplacement de la future place Guy-de-Dampierre disparait lors des agrandissements de la gare Saint-Sauveur.
De nombreux moulins étaient établis sur cette plaine.
Le faubourg de Paris se constitue en commune autonome de Moulins-Lille détaché de Wazemmes en 1833 au début de son développement industriel.
L’entreprise de constructions mécaniques Le Gavrian est créée en 1837 sur la partie sud de la route de Valenciennes à l’emplacement de la future place Guy-de-Dampierre. C’est actuellement l’usine Crépelle-Atlas-Copco. D’autres usines s’implantent à la même époque de ce côté de la rue (actuellement n° pairs). 

Cependant, le côté nord de la rue de Valenciennes et l’espace au-delà jusqu’aux anciennes fortifications démantelées après 1860 (à l’emplacement de l’actuel boulevard Louis XIV) était un territoire rural très peu construit.
À l’est, la voie ferrée Paris-Lille ouverte en 1846 avec les installations de la gare de Fives crée une coupure entre Moulins et Fives (actuel quartier du Mont-de-terre).

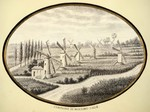
Moulins-Lille avant l'industrialisation
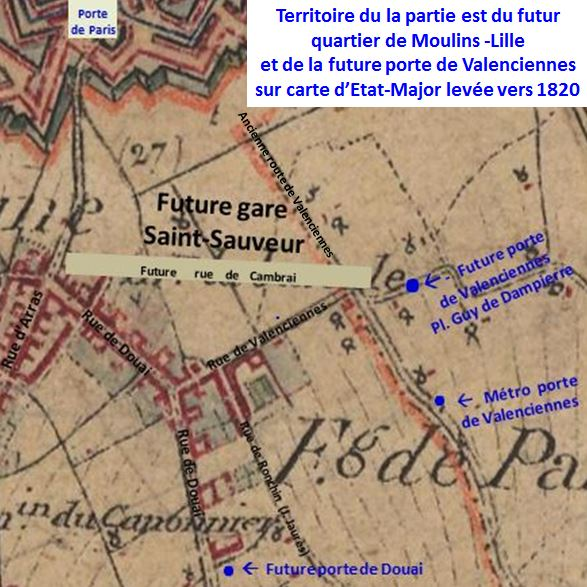
Environnement de la future porte de Valenciennes sur carte de 1820
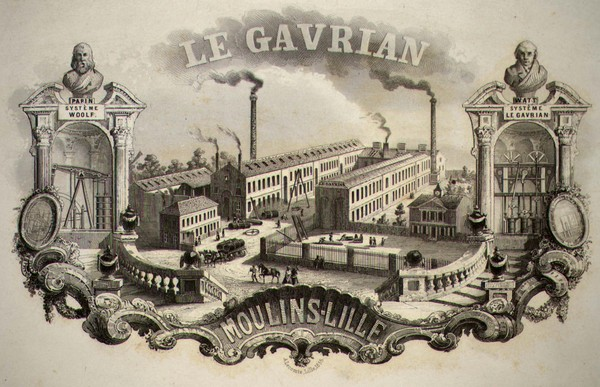
Usine Le Gavrian en 1855

### La porte de Valenciennes

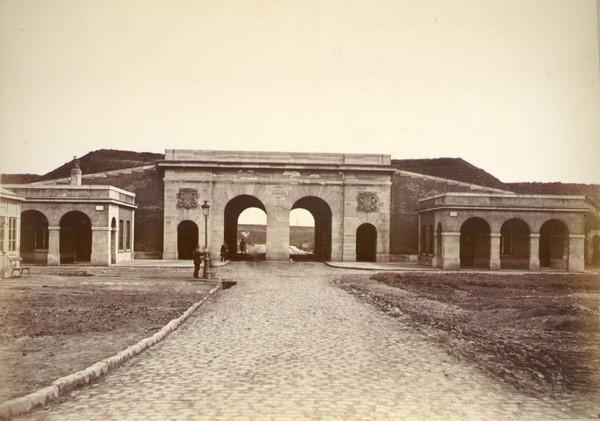
Porte de Valenciennes vers 1870
(photo Le Blondel)

En 1858 la ville de Lille annexe les communes périphériques de Wazemmes, Moulins et Esquermes et il est décidé de construire une nouvelle enceinte englobant la plus grande partie de leur territoire laissant Fives, également annexée, à l’extérieur des nouveaux remparts.
La porte de Valenciennes est, en 1863, la première inaugurée de celles de la nouvelle enceinte construite de 1860 à 1870. La porte était en léger décalage de l’axe de la rue de Valenciennes.

La porte, haute de 9,30 mètres, large de 11,60 m, comprenait 4 passages, 2 pour les véhicules, 2 pour les piétons et 2 bâtiments de part et d’autre, l’un destiné au portier-consigne (agent chargé de l’ouverture et de la fermeture et dépositaire des clés), l’autre au corps de garde.

Elle était doublée par une avant-porte construite en briques comprenant également 4 passages.
La place ouverte en 1863 au débouché de la rue de Valenciennes et à l’entrée de la porte est dénommée place de Valenciennes en 1872 puis place Guy-de-Dampierre le 4 juillet 1886.
Au sud des anciennes fortifications démantelées à partir de 1860, à l'intérieur de la nouvelle enceinte, au nord de la commune devenue quartier de Moulins et de la rue tracée en 1865, actuellement rue de Cambrai, la gare de marchandises Saint-Sauveur est ouverte, également en 1865.
Un fossé inondé alimenté par le Becquerel ou ruisseau de Fives s’étendait à partir du nord jusqu’à la porte de Valenciennes à l’intérieur des fortifications, entre le mur d’enceinte et les bastions. Sur certains plans, ce fossé inondable est indiqué jusqu’à la porte de Douai mais non au-delà.
À l’intérieur du mur d’enceinte, une rue militaire est ouverte de la Noble Tour à la porte de Dunkerque. Sur cette rue, une voie ferrée de ceinture réservée aux trains de marchandises, reliant la gare Saint-Sauveur aux docks du port-Vauban, est ouverte à cette époque.
La rue militaire est nommée boulevard du Maréchal Vaillant dans son ensemble en 1863 puis divisée en 1872 en tronçons successifs, celui de la Noble Tour à la porte de Valenciennes conservant sa dénomination de boulevard du Maréchal Vaillant, celui de la porte de Valenciennes à la porte de Douai étant désignée boulevard de Belfort.
La zone de servitude militaire au-delà des fortifications bastionnées de la porte de Valenciennes était particulièrement vaste. C’était un champ de manœuvres s’étendant jusqu’à proximité de Ronchin qui fut ensuite un terrain d’aviation de 1907 jusque vers 1950.
La longue rue Barthélémy-Delespaul, une des voies du réseau créé sur le territoire de l’agrandissement de Lille, est ouverte en 1865 de la rue des Postes à Wazemmes à la porte de Valenciennes. La partie de cette rue entre le boulevard d’Italie (actuellement boulevard Jean-Baptiste Lebas) et la porte de Valenciennes est nommée rue de Cambrai en 1867.

Contrairement à son côté sud longé par plusieurs usines avant le milieu du XIXe siècle, la partie nord de la rue de Valenciennes est vide de construction jusqu’à la fin du siècle. Des maisons de ville de bonne qualité, d'architecture soignée de style éclectique apprécié à Lille à cette époque, logements d’ingénieurs, cadres ou employés, furent bâties vers 1900 dans le triangle délimité par les rues de Valenciennes, de Cambrai et de Coulmiers.

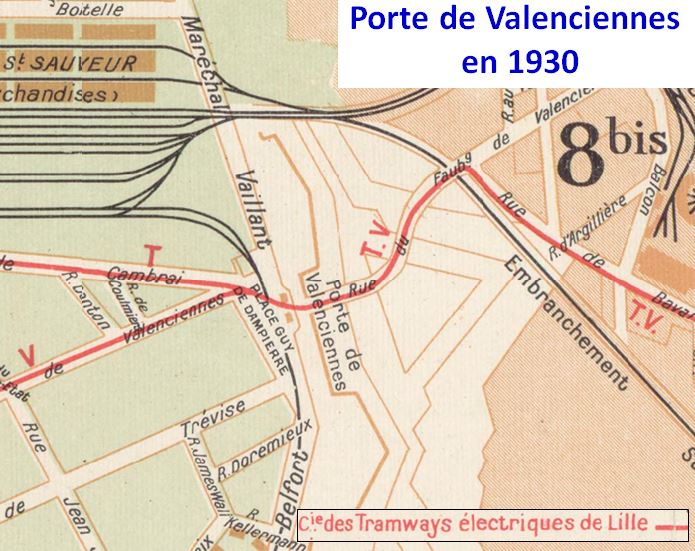
Lignes de tramways sur plan de 1930

Les lignes de tramway T et V ouvertes le 11 septembre 1906 traversent la porte de Valenciennes.
La ligne T reliait le centre de Lille à Hellemmes par la rue Cambrai, la ligne V la place Catinat (devant le port Vauban) au Buisson (dans le quartier Saint-Maurice Pellevoisin) en desservant les quartiers sud, Wazemmes et Moulins, puis Fives par un parcours sinueux restant éloigné du centre.
La porte de Valenciennes est défendue en octobre 1914 par 3 sections du Régiment territorial. Les assaillants de l'armée allemande pénétrent dans la ville par la porte de Douai.
L’armée d’occupation utilise intensivement le champ de manœuvres devant la porte comme terrain d’aviation jusqu’à l’explosion des dix-huit ponts qui dévaste le quartier.
Cette explosion dévaste particulièrement l'usine Crépelle de la rue de Valenciennes tandis que les maisons du côté sud de cette rue et celles de la rue de Cambrai protégées du souffle par les usines sont relativement épargnées.

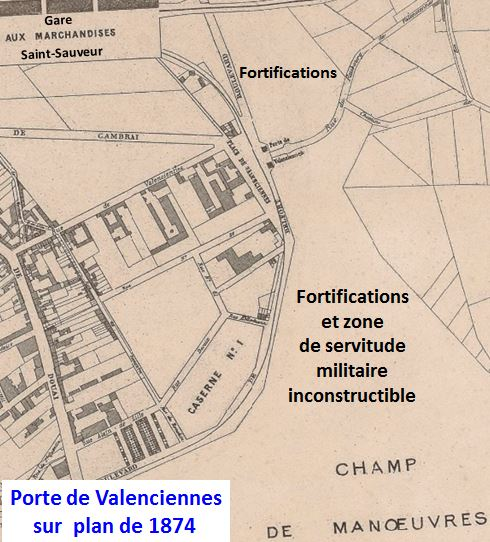
Plan de 1874
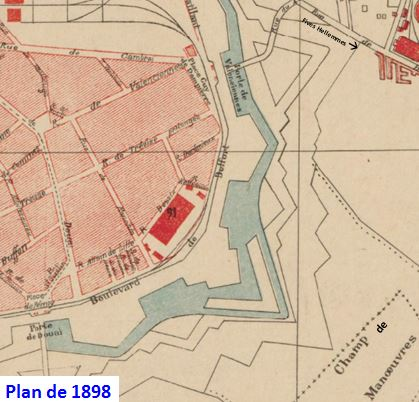
Secteur de la porte de Valenciennes sur plan de 1898
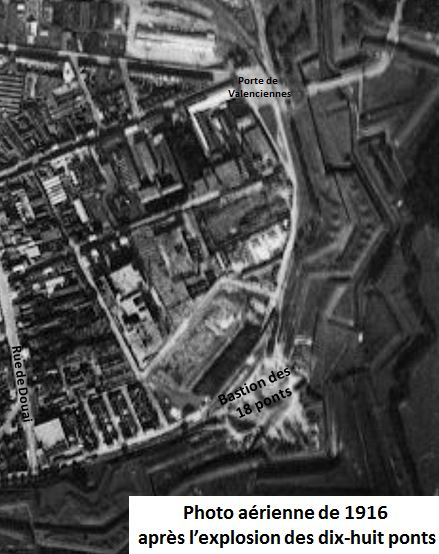
Photo aérienne de Moulins-Lille en 1916 après l'explosion des dix-huit ponts

### Après la porte

#### Du démantèlement des fortifications à l'urbanisation
Le démantèlement de l’enceinte souhaité par les élus locaux depuis 1890 est décidé, à l'issue de deux décennies de débats, par une loi de 1919 après que l’entrée de l’armée allemande dans la ville en octobre 1914 eût définitivement démontré l’inutilité de ces fortifications. Cette loi du 3 octobre 1919 maintenait l’interdiction de construire dans la zone militaire déclassée pour permettre à la ville de procéder aux expropriations et prévoyait de réserver 20 % de la surface libérée à des habitations à bon marché. La démolition des fortifications s’étendit sur une vingtaine d’années.
La porte de Valenciennes est détruite en 1935 et les fortifications aux alentours au cours des années 1930.
Les constructions de cette période se limitent à une résidence universitaire, un institut médico-légal partiellement détruit par un bombardement de la seconde guerre mondiale et à l’institut de mécanique des fluides, actuel ONERA. Ces bâtiments n’occupaient qu’une très faible partie des terrains libérés, en majorité utilisés jusqu'aux années 1950 par des jardins ouvriers. Au-delà de l'institut de mécanique des fluides, s'étendait jusqu'à Ronchin le terrain d'aviation qui se développe au cours des années 1930 avec la construction de hangars et l'ouverture d'une ligne régulière Lille-Londres en 1938. La piste de 650 mètres pouvait être étendue à 1 200 mètres jusqu'à la rue du faubourg de Douai. Le site du futur aéroport de Lille était débattu. La ville et la Chambre de commerce de Lille étaient favorables à celui de Ronchin mais d'autres emplacements étaient envisagés à Marcq-en-Barœul ou Bondues avant la décision de l'implantation à Lesquin.
L'abandon après la seconde guerre mondiale de ce terrain d'aviation augmente pendant quelques années la surface disponible pour les jardins ouvriers avant l'urbanisation et la création de voies autoroutières.
Au cours de la seconde guerre mondiale, la traversée des voies de la gare Saint-Sauveur par le boulevard du Maréchal Vaillant disparait, remplacée par une passerelle piétonne à l'extrémité d’un chemin à travers le terrain vague, actuel Belvédère. Cette passerelle est supprimée dans les années 1950.

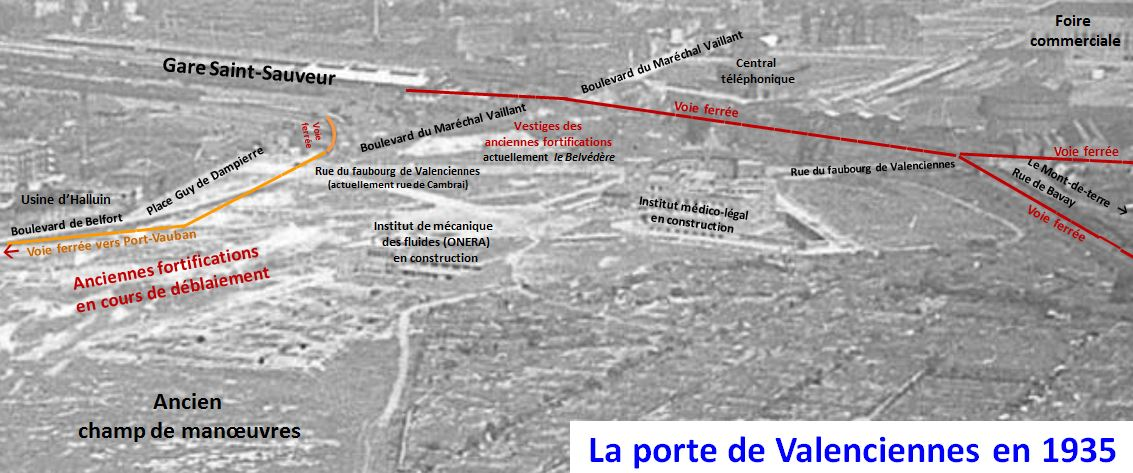

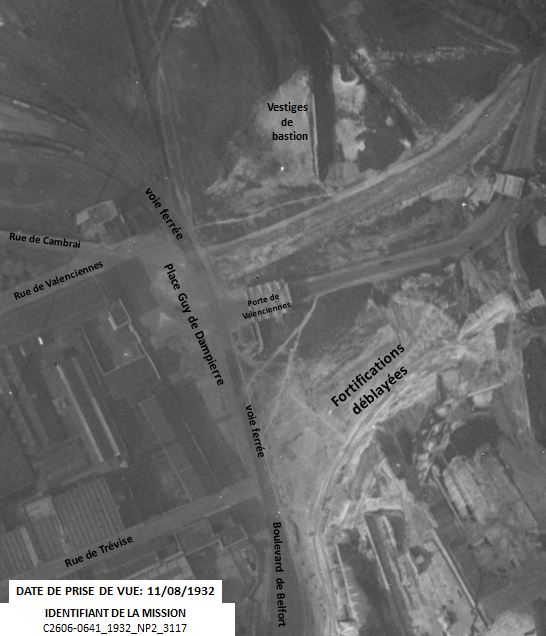
Photo aérienne en 1932.La porte est encore en place au milieu de terrains en cours de déblaiement
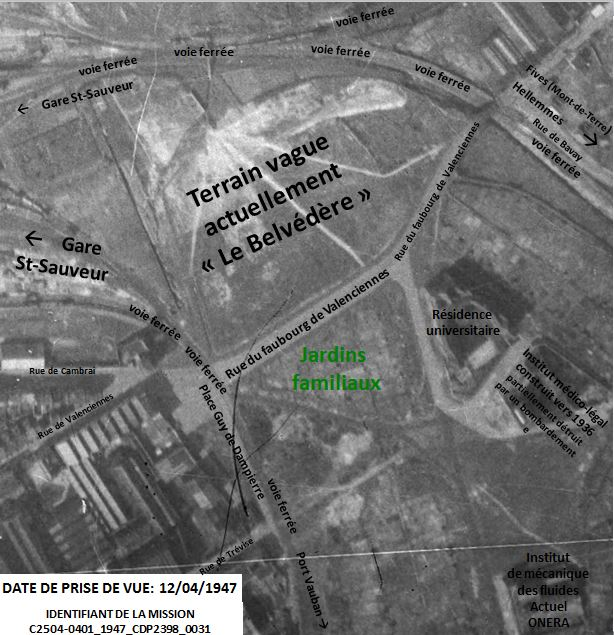
Photo aérienne du secteur en 1947
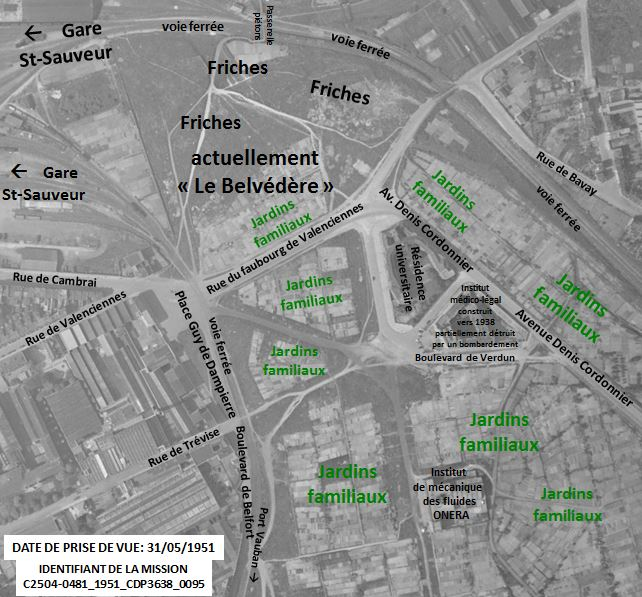
Secteur de la porte de Valenciennes en 1951

#### L'urbanisation du quartier
En 1955, le pont sur les voies de sortie de la gare Saint-Sauveur et le premier tronçon du boulevard périphérique sont réalisés dans le prolongement du boulevard du Président Hoover. Ce boulevard à 4 voies, l’avenue Paul Painlevé, était également dans la continuité de l’autoroute Paris-Lille future A 1 dont le premier tronçon ouvert en novembre 1954 était limité à une vingtaine de kilomètres de Lille à Carvin. Cette réalisation faisait suite à l’un des premiers projets d’autoroutes en France avec la création de la Compagnie des auto-routes en 1931-1934.
Cette voie autoroutière croisait à niveau avec feux de signalisation, les rues reliant la porte de Valenciennes à Fives, rue du faubourg de Valenciennes (actuellement tronçon de la rue de Cambrai), avenue Denis Cordonnier vers le pont de Tournai construit à cette époque dans l’axe de la rue Chanzy à Fives. Avant 1954, cette liaison avec le Mont-de-Terre empruntait la rue de Bavay le long de la voie ferrée, côté nord (opposé à l’avenue Denis-Cordonnier) et passait sur un pont dans l’axe de la rue Malesherbes à Fives. Ce pont fut supprimé lors de la création du nouveau pont de Tournai.

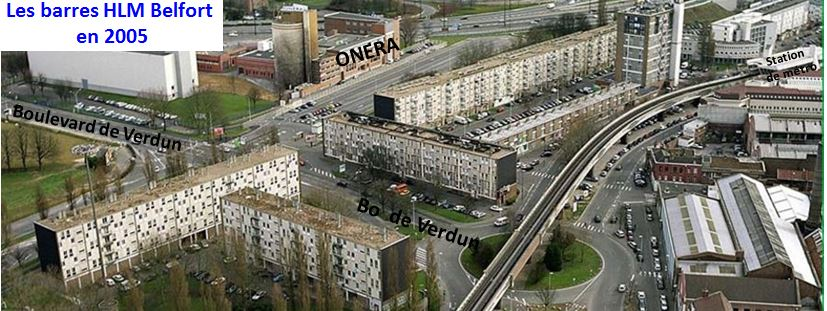
les HLM du groupe Belfort 2005

En 1958-1959, des barres d’habitations HLM en éléments préfabriqués sont construites entre la place Guy-de-Dampierre, le boulevard de Belfort et le boulevard périphérique, en priorité pour reloger les habitants du quartier Saint-Sauveur en cours de reconstruction.
Des nouvelles résidences universitaires sont édifiées de l’autre côté du boulevard périphérique entre la voie ferrée et l’avenue Denis Cordonnier en face de l’ancienne résidence des années 1930 démolie dans les années 1980.
La création de ces voies routières et des ensembles de logements sociaux amène la disparition des jardins ouvriers à la fin des années 1950.
Après la suppression de la ligne de tramway T en 1947, la ligne V est remplacée en 1960 par le bus no 7.
En 1975, le croisement à niveau de la liaison porte de Valenciennes-Mont-de-Terre (avenue Denis-Cordonnier) avec le boulevard périphérique est remplacé par un autopont et une passerelle piétonne.
La voie ferrée de ceinture est supprimée en 1983. À son emplacement, est édifié le viaduc de la ligne 2 du métro ouverte en 1989 qui dessert la station porte de Valenciennes.
Le boulevard périphérique est dévié vers l’est en 1988 ce qui entraîne le rétablissement du croisement à niveau du boulevard Paul Painlevé d’où la suppression de l’autopont et de la passerelle piétonne. La transformation du boulevard Paul Painlevé d’axe autoroutier en boulevard urbain améliore l’environnement de ce secteur.

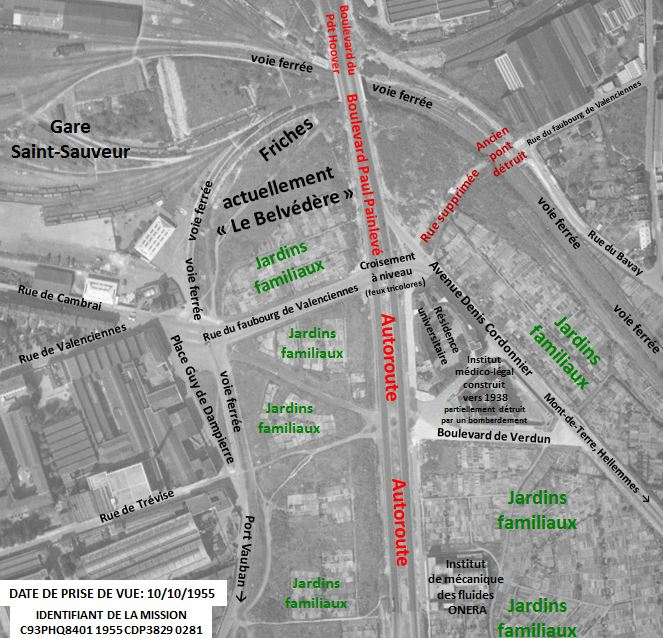
Secteur de la porte de Valenciennes en 1955
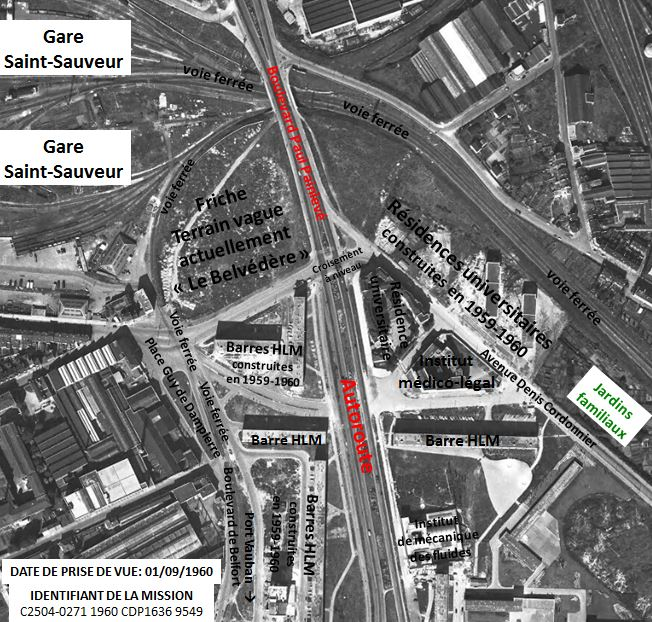
Secteur de la porte de Valenciennes en 1960
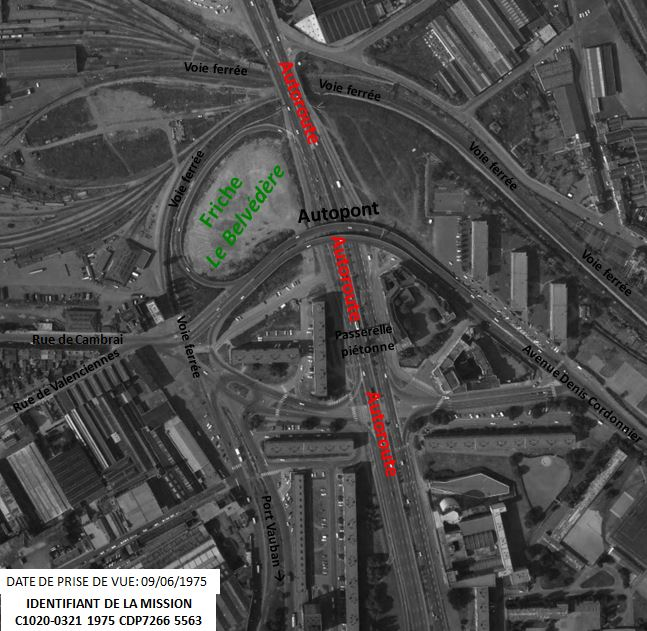
Secteur de la porte de Valenciennes en 1975
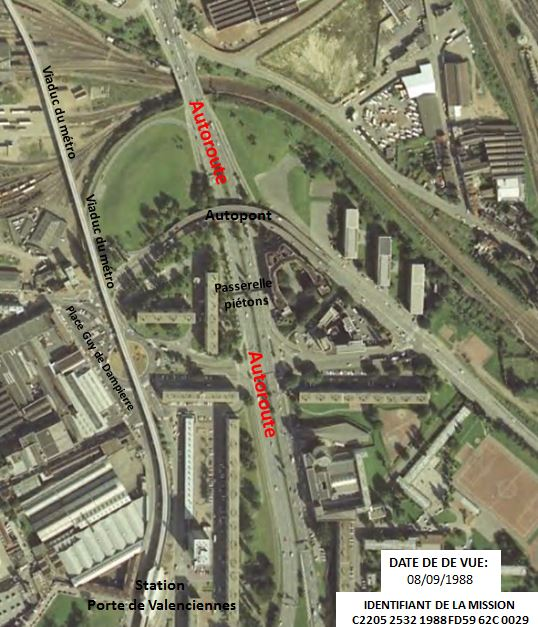
Secteur de la porte de Valenciennes en 1988
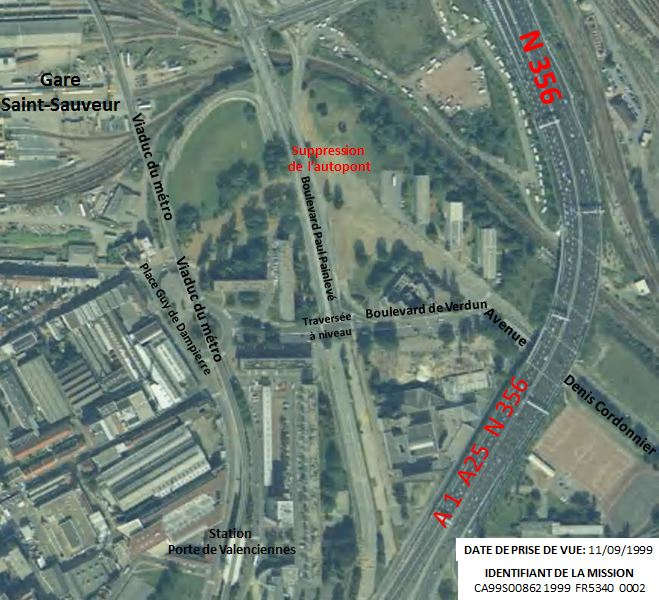
Secteur de la porte de Valenciennes en 1999

## La ZAC de la porte de Valenciennes

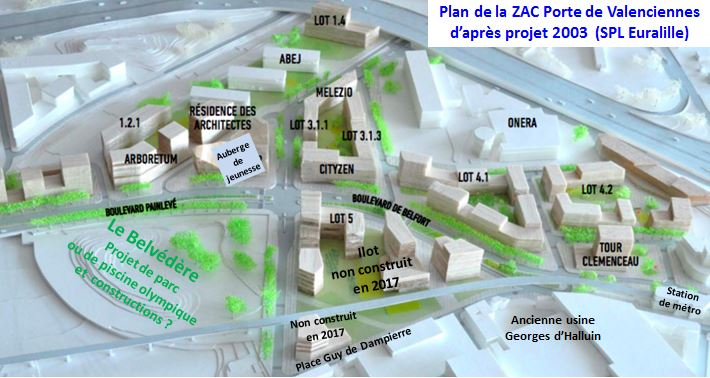
ZAC porte de Valenciennes projet 2003

La ZAC créée par délibération du Conseil de communauté du 10 février 2006 est une extension de 16 hectares du projet Euralille. Son territoire de 16 hectares à l’extrémité du quartier de Moulins-Lille est compris entre Euralille II (quartier du Bois habité) au nord, la friche de l’ancienne gare Saint-Sauveur dont le projet d’aménagement est actuellement en débat, à l’ouest, le secteur de la porte de Douai au sud de la station de métro porte de Valenciennes et l’autoroute à l’est.
Ce projet est destiné à faire émerger un morceau de ville sur un territoire enclavé, excentré et fragmenté.
Les HLM Belfort de construction des années 1958-1959 très médiocre devenus vétustes, sont démolis en 2009 sauf la tour Clemenceau réhabilitée sur la nouvelle place du lin près de la station de métro.
Le boulevard de Belfort qui se prolongeait par la place Guy-de-Dampierre vers le carrefour de jonction des rues de Valenciennes et de Cambrai est dévié pour se raccorder au boulevard Paul Painlevé.
Le programme d’aménagement de la ZAC porte sur 125 000 m2 dont 67 % logements, 25 % bureaux, 5 % commerces. Les 1 000 logements comprendront 30 % de logements sociaux. Les immeubles le long de l’avenue Paul Painlevé seront de gabarit de 8 ou 9 étages, similaire à ceux de l’avenue du Président Hoover bordant le quartier du Bois habité. Les autres immeubles seront aménagés sous la forme d’îlots-jardins.
Le bâtiment de l’auberge de jeunesse Stéphane Hessel ouverte en 2015 comprend une crèche et des entreprises de l’économie sociale et solidaire.
Les résidences universitaires construites en 1960 avenue Denis Cordonnier ont été aménagées en logements sociaux et hébergement temporaire.
Le nouvel immeuble du Rectorat rue de Bavay au nord de la ZAC remplace celui de la rue Saint-Jacques. L'institut régional de la ville s’est également installé dans la ZAC.
Plusieurs centaines de logements ont été livrés mais assez peu de commerces. La part prévue pour cette activité est assez faible pour un secteur entouré de quartiers qui en sont très dépourvus (partie Est de Moulins-Lille, Bois habité, au-delà de l’autoroute, Petit Maroc, au-delà de la voie ferrée, Mont-de-Terre).

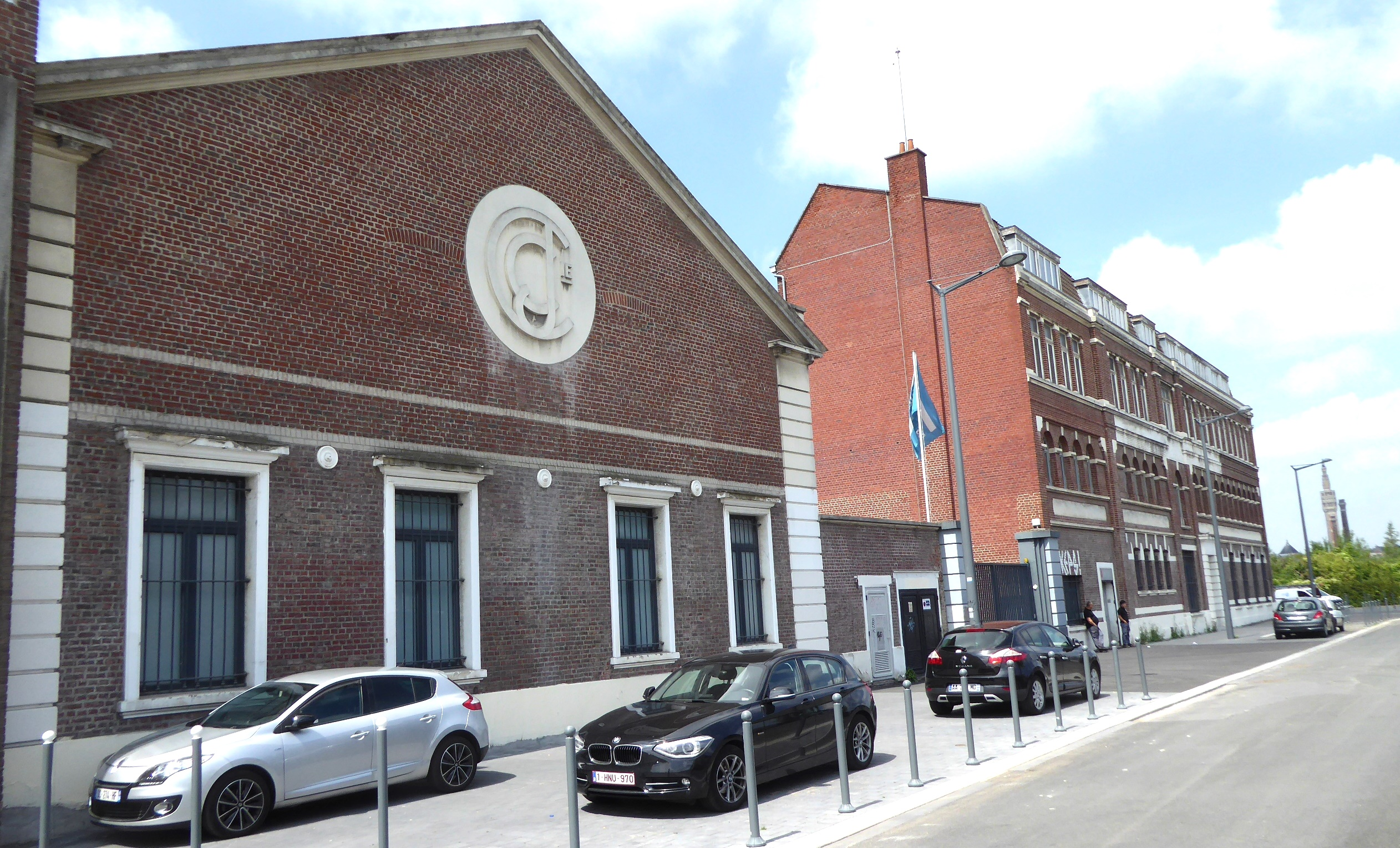
L'usine Crépelle Atlas-Copco
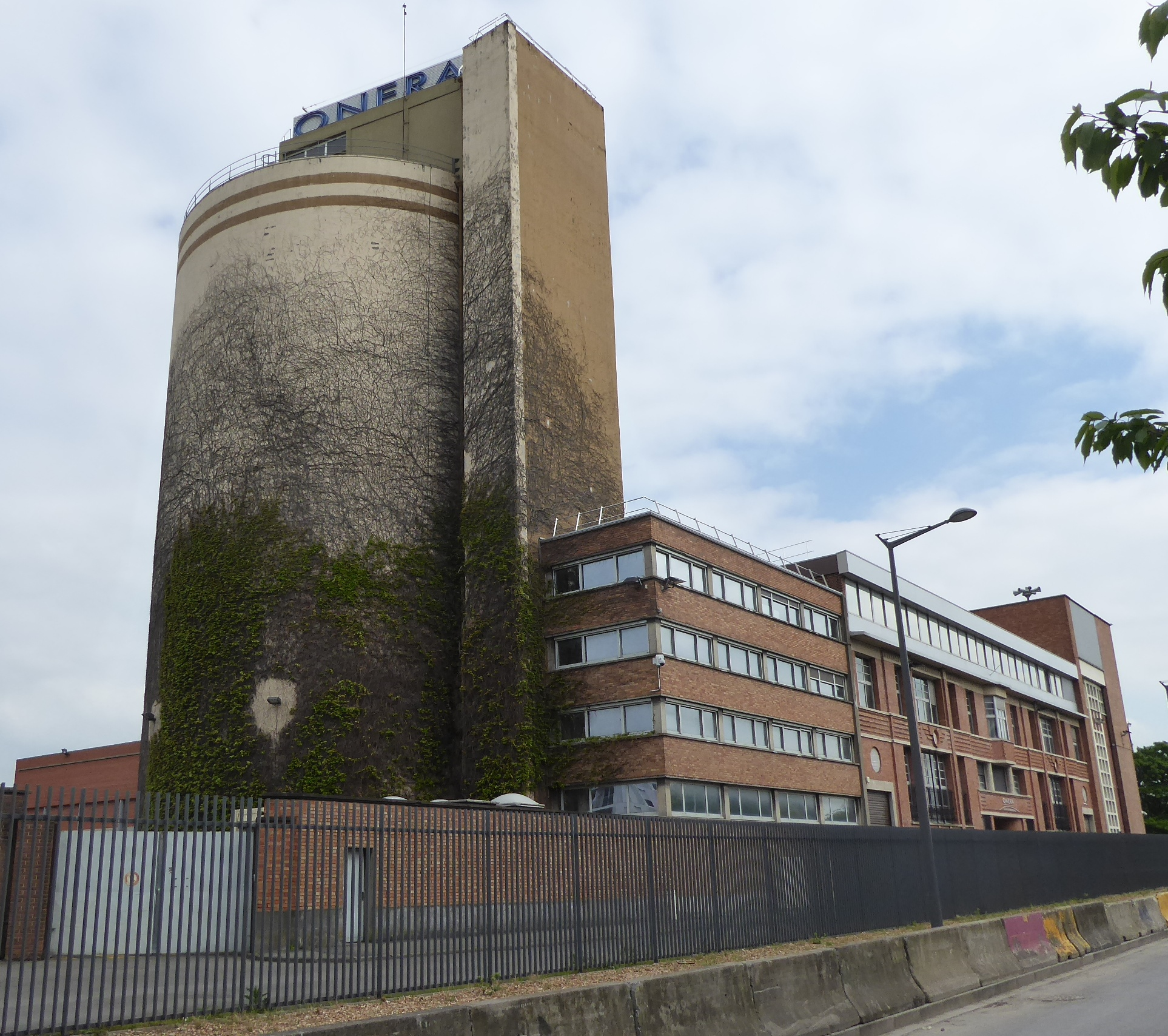
L'ONERA
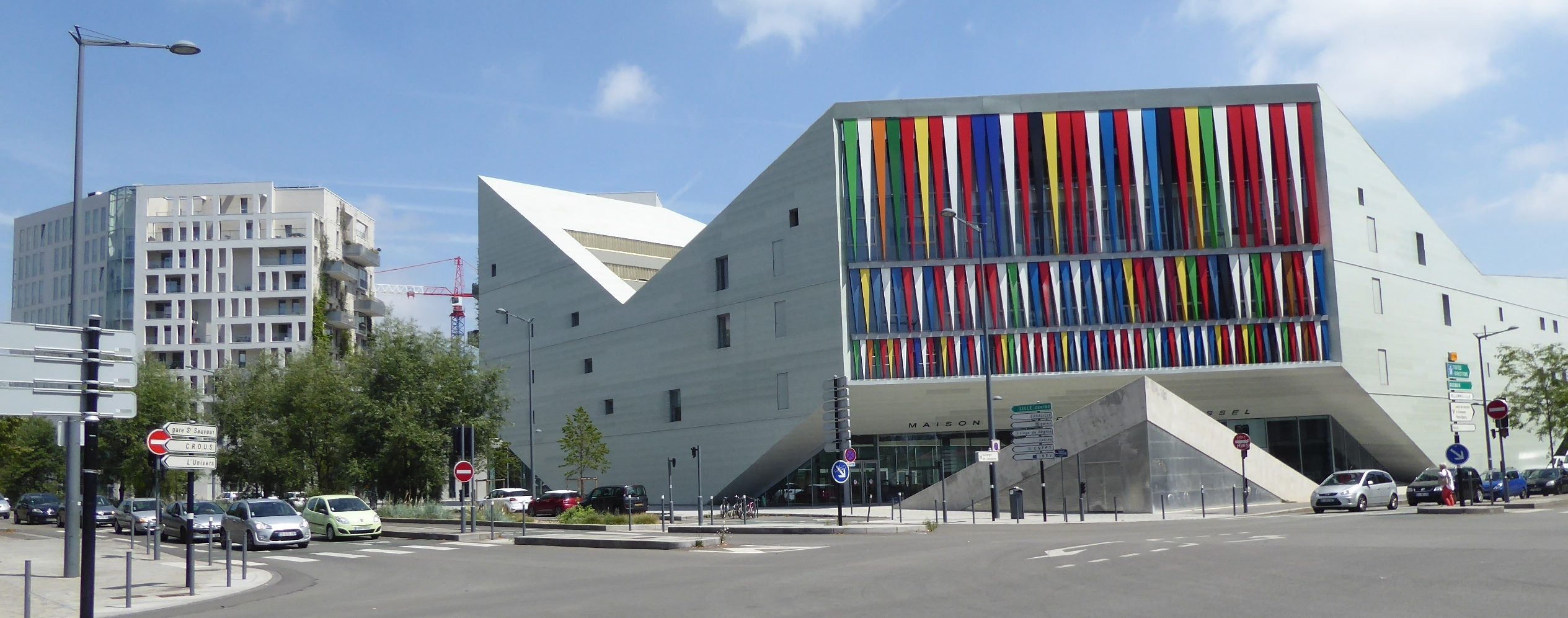
Auberge de jeunesse Stéphane Hessel
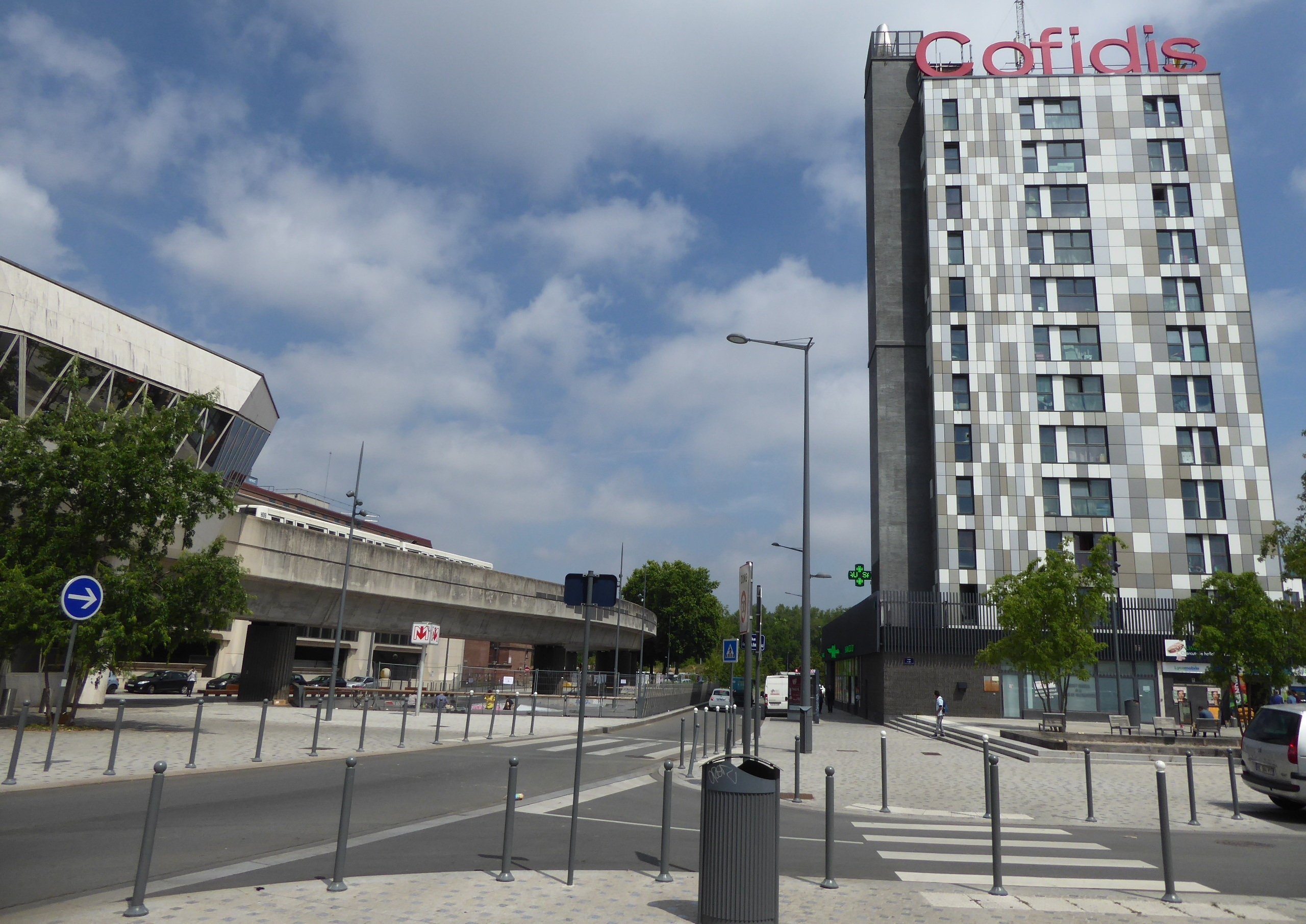
Place du Lin. À gauche la station de métro

### Le Belvédère
Le Belvédère ainsi nommé par la présence d’un monticule au centre est une friche de 2 hectares sur le déblai des anciennes fortifications bastionnées dans le triangle entre le domaine de la gare Saint-Sauveur, le boulevard Paul Painlevé et la rue de Cambrai. Dans les années 1950, la partie sud le long de la rue de Cambrai était utilisée par des jardins ouvriers. Le reste était un terrain vague servant d’espace de jeux aux enfants du quartier à cette époque.
L'absence de bâtiment sur ce terrain a permis la construction en 1975 de l’autopont supprimé en 1988 puis du viaduc du métro.
Le programme de la ZAC de la porte de Valenciennes comprenait l’aménagement d’un espace vert sur la friche du Belvédère.
À la suite d'un rapport de la Métropole européenne de Lille de mars 2015, ce projet de parc a été abandonné et le terrain transféré à la ZAC Saint-Sauveur. Le projet serait d'y construire une piscine olympique et d’autres bâtiments.

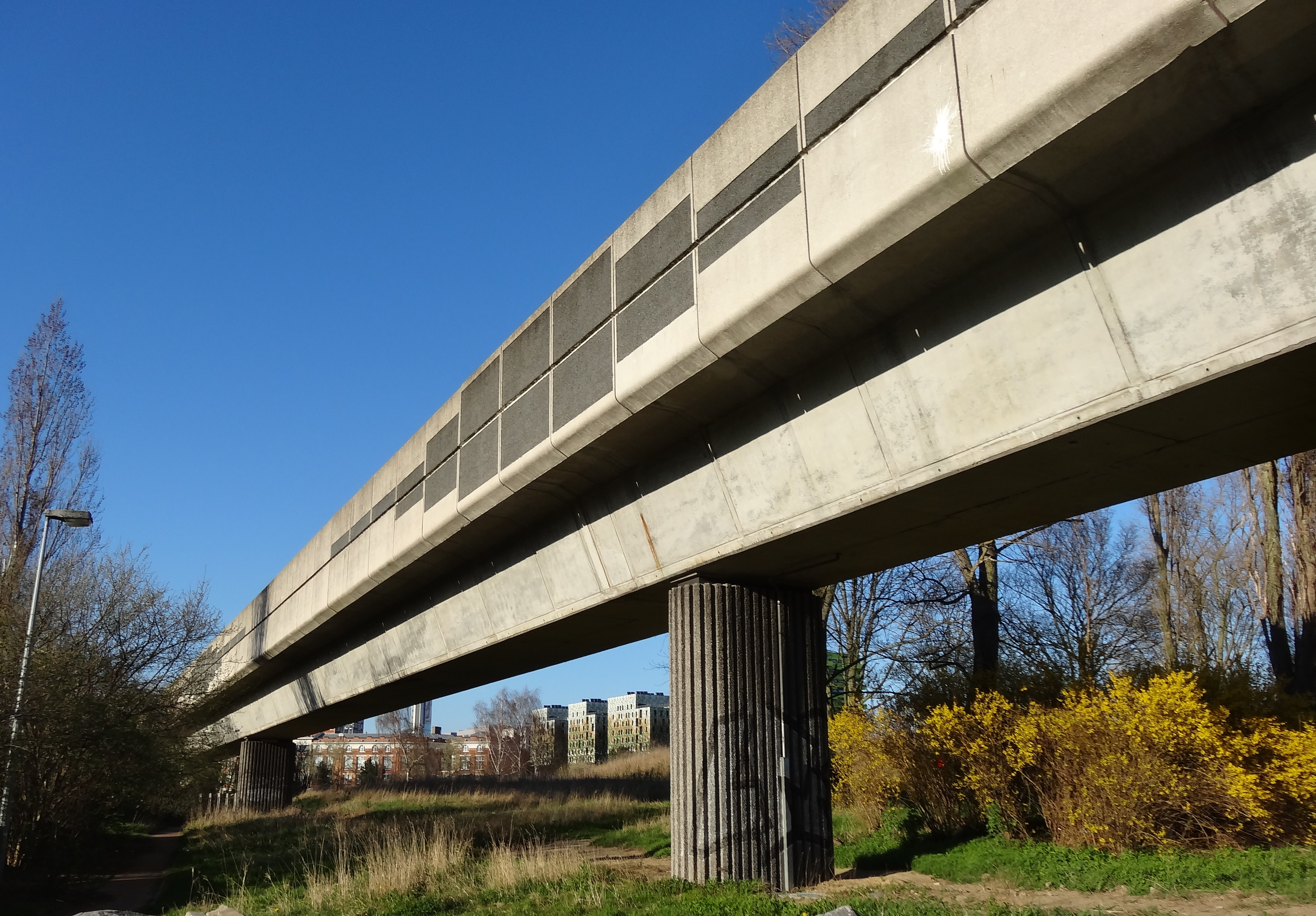
Le Belvédère vu sous le viaduc du métro
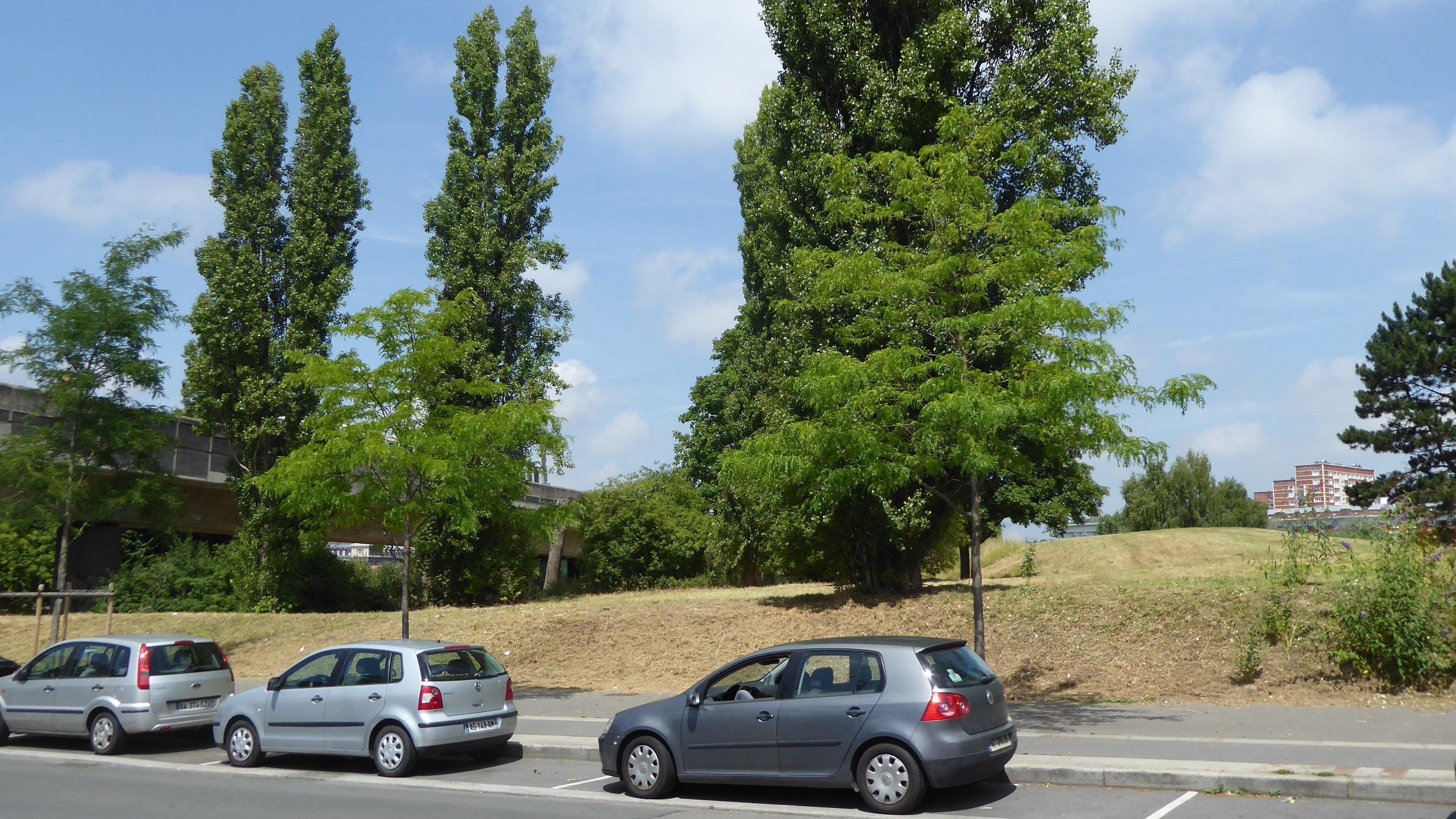
Terrain du Belvédère vue de la rue de Cambrai